# Грейдон Олівер
Грейдон Олівер (англ. Graydon Oliver; нар. 15 червня 1978) — колишній американський тенісист.
Найвищу одиночну позицію світового рейтингу — 865 місце досяг 31 березня, 2003, парну — 29 місце — 15 серпня, 2005 року.
Здобув 4 парні титули.
Найвищим досягненням на турнірах Великого шолома було 3 коло в парному розряді.
Завершив кар'єру 2005 року.

## Фінали в парному розряді

### Перемоги (8)
| Легенда (одиночний розряд)    |
| Великий шлем (0)              |
| Tennis Masters Cup (0)        |
| Серія Мастерс ATP (0)         |
| Серія ATP Інтернешнл Ґолд (0) |
| Тур ATP (4)                   |
| Челлендери (4)                |

| Ранг | Дата             | Турнір                                     | Покриття   | Партнер           | Суперники                       | Рахунок         |
| 1.   | 11 березня 2002  | Норт-Маямі-Біч, Сполучені Штати Америки    | Тверде     | Ерік Нуньєс       | Ота Фукарек Джим Томас          | 3–6, 7–65, 7–5  |
| 2.   | 23 вересня 2002  | Гонконг                                    | Тверде     | Ян-Майкл Гембілл  | Вейн Артурс Ендрю Кратцманн     | 26–7, 6–4, 7–64 |
| 3.   | 3 лютого 2003    | Джоплін (Монтана), Сполучені Штати Америки | Тверде (i) | Мартін Гарсія     | Дієґо Аяла Брендон Коуп         | 6–1, 6–4        |
| 4.   | 5 квітня 2004    | Калабасас, Сполучені Штати Америки         | Тверде     | Тревіс Перротт    | Іво Клець Роберт Ліндстедт      | 7–5, 6–3        |
| 5.   | 13 вересня 2004  | Пекін, Китайська Народна Республіка        | Тверде (i) | Джастін Гімелстоб | Олександр Богомолов Тейлор Дент | 4–6, 6–4, 7–66  |
| 6.   | 27 вересня 2004  | Бангкок, Таїланд                           | Тверде (i) | Джастін Гімелстоб | Їв Аллегро Роджер Федерер       | 5–7, 6–4, 6–4   |
| 7.   | 8 листопада 2004 | Братислава, Словаччина                     | Тверде (i) | Сімон Аспелін     | Джонатан Ерліх Ноам Окун        | 7–65, 6–3       |
| 8.   | 18 липня 2005    | Індіанаполіс, Сполучені Штати Америки      | Тверде     | Пол Генлі         | Сімон Аспелін Тодд Перрі        | 6–2, 3–1, ret.  |

### Поразка (9)
| Ранг | Дата            | Турнір                                  | Покриття   | Партнер           | Суперники                       | Рахунок    |
| 1.   | 22 квітня 2002  | Х'юстон, Сполучені Штати Америки        | Ґрунт      | Ян-Майкл Гембілл  | Марді Фіш Енді Роддік           | 6–4, 6–4   |
| 2.   | 30 вересня 2002 | Токіо, Японія                           | Тверде     | Ян-Майкл Гембілл  | Джефф Кутзе Кріс Гаггард        | 7–64, 6–4  |
| 3.   | 27 січня 2003   | Даллас, Сполучені Штати Америки         | Тверде (i) | Мартін Гарсія     | Джастін Гімелстоб Скотт Гамфріс | 7–67, 7–64 |
| 4.   | 21 квітня 2003  | Х'юстон, Сполучені Штати Америки        | Ґрунт      | Ян-Майкл Гембілл  | Марк Ноулз Деніел Нестор        | 6–4, 6–3   |
| 5.   | 11 серпня 2003  | Бронкс, Сполучені Штати Америки         | Тверде     | Мартін Гарсія     | Жульєн Беннето Ніколя Маю       | 6–3, 6–1   |
| 6.   | 1 червня 2004   | Фюрт, Німеччина                         | Ґрунт      | Сімон Аспелін     | Адріан Гарсія Янко Типсаревич   | 6–4, 6–4   |
| 7.   | 20 вересня 2004 | Пекін, Китайська Народна Республіка     | Тверде     | Джастін Гімелстоб | Ешлі Фішер Тріпп Філліпс        | 7–5, 7–5   |
| 8.   | 20 вересня 2004 | Шампейн-Урбана, Сполучені Штати Америки | Тверде (i) | Джастін Гімелстоб | Браян Бейкер Ражів Рам          | 7–67, 7–65 |
| 9.   | 4 липня 2005    | Ньюпорт, Сполучені Штати Америки        | Трава      | Тревіс Перротт    | Джордан Керр Джим Томас         | 7–65, 7–65 |